# Cagulă

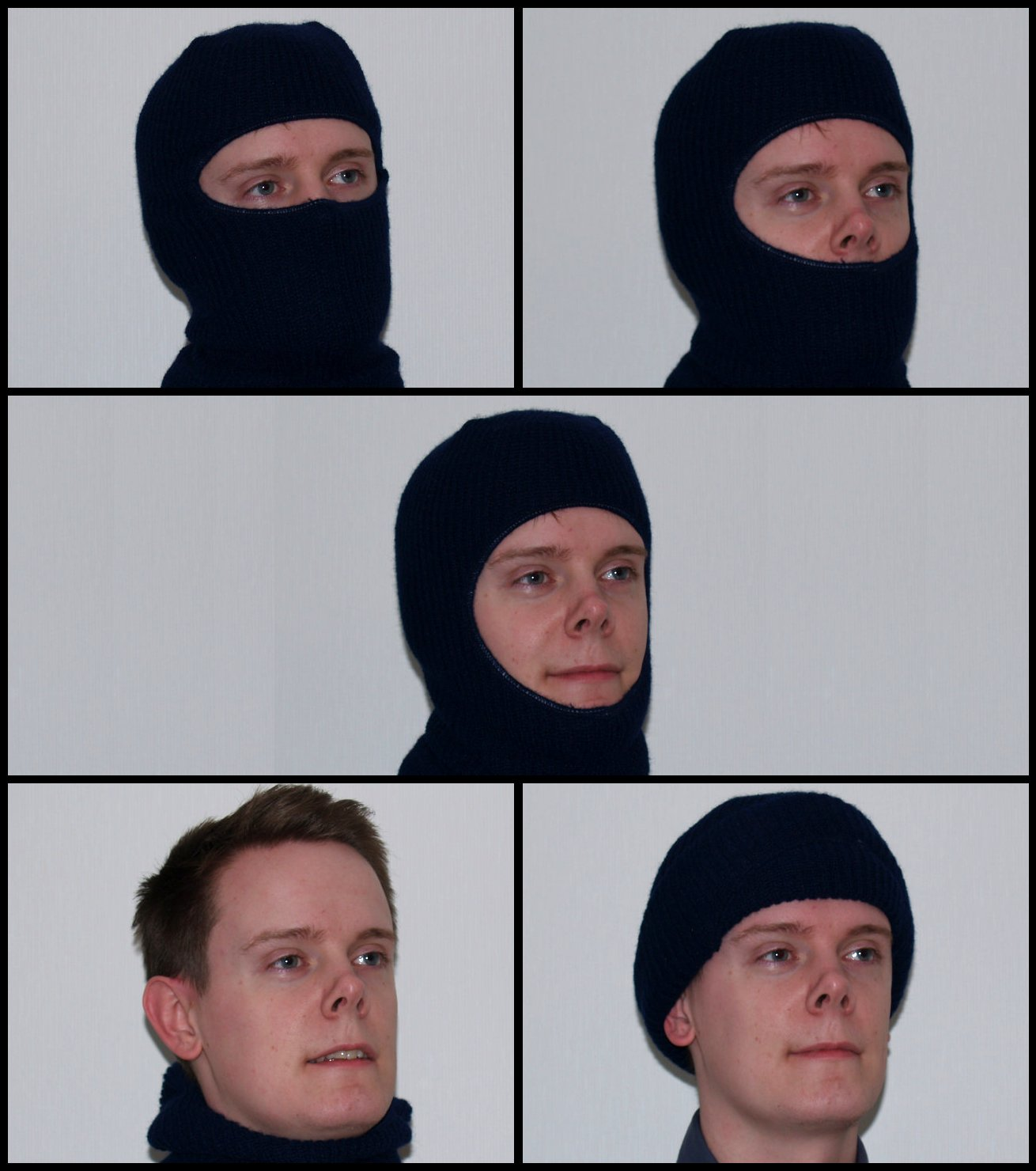
Diferite moduri de a purta o cagulă.

O cagulă este un tip de mantie de lână utilizat pentru acoperirea capului, concepută pentru a expune numai o parte a feței, de obicei ochii și gura. Este folosită de multe ori de către criminali, polițiști sau militari pentru a-și ascunde identitatea. Este, de asemenea, utilizată în airsoft ca o protecție pentru cap. Modelele din material ignifug fac parte din protecția împotriva incendiilor a piloților, pompierilor etc. În general cagula este de culoare închisă.

## Istoria
Cagulele sunt tricotate în mod tradițional din lână. Versiunile moderne sunt de asemenea fabricate din mătase, bumbac, polipropilenă, neopren, acril sau lână polară.
Acest tip de mantie era cunoscut în secolul al XIX-lea sub numele de „căciulă de uhlan” sau „căciulă templieră”.
În timpul Războiului Crimeii din 1854 cagulele erau realizate manual și erau folosite de către trupele britanice pentru a proteja soldații de vremea rece.